# Minh Tân, Cẩm Khê
Minh Tân là một xã thuộc huyện Cẩm Khê, tỉnh Phú Thọ, Việt Nam.

## Địa lý
Xã Minh Tân nằm ở phía tây bắc huyện Cẩm Khê, có vị trí địa lý:
- Phía đông giáp huyện Thanh Ba
- Phía tây giáp xã Thụy Liễu
- Phía nam giáp thị trấn Cẩm Khê và các xã Tùng Khê, Văn Bán
- Phía bắc giáp xã Tuy Lộc.

Xã Minh Tân có diện tích 10,30 km², dân số năm 2018 là 10.640 người, mật độ dân số đạt 1.033 người/km².

## Lịch sử
Địa bàn xã Minh Tân hiện nay trước đây vốn là ba xã: Đồng Cam, Phùng Xá, Phương Xá.
Sau năm 1945, xã Phương Xá gồm 2 thôn: Phương Xá, Thổ Khối và phố Lưu Phương (nguyên là phố Cầu Tây).
Trước khi sáp nhập, xã Đồng Cam có diện tích 2,57 km², dân số là 2.530 người, mật độ dân số đạt 984 người/km². Xã Phùng Xá có diện tích 4,08 km², dân số là 4.055 người, mật độ dân số đạt 994 người/km². Xã Phương Xá có diện tích 3,65 km², dân số là 4.055 người, mật độ dân số đạt 1.111 người/km².
Ngày 17 tháng 12 năm 2019, Ủy ban Thường vụ Quốc hội ban hành Nghị quyết 828/NQ-UBTVQH14 về việc sắp xếp các đơn vị hành chính cấp xã thuộc tỉnh Phú Thọ (nghị quyết có hiệu lực từ ngày 1 tháng 1 năm 2020). Theo đó, sáp nhập toàn bộ diện tích và dân số của ba xã: Đồng Cam, Phùng Xá, Phương Xá thành xã Minh Tân.